# Tito Coelho Lamego
Tito Coelho Lamego (Paraná, 4 de outubro de 1885 — Rio de Janeiro, 7 de junho de 1949) foi um coronel do Exército Brasileiro e comandante na Revolução Constitucionalista de 1932.

## Biografia
Tito Coelho nasceu em 4 de outubro de 1885, natural do Estado do Paraná.
Em 1902 ingressou nas fileiras do Exército Brasileiro como soldado, inicialmente serviu em unidades da capital paranaense. Em 1907 serviu no 13º e 1º Regimentos de cavalaria.
Entre 1904 e 1907 prestou exames preparatórios na capital paranaense, relativos aos estudos elementares.
Em 7 de abril 1908, já como 2º sargento do Exército, Tito Coelho Lamego obteve licença do comando e se matriculou na Escola de Guerra de Porto Alegre para realizar o curso especial para o oficialato, ficando adido ao 1º Regimento de Infantaria. Foi diplomado em 1911 como aspirante a oficial, na arma de Infantaria.
Ao longo da década de 1910 serviu em diferentes unidades da 3ª Região Militar, onde atuou como instrutor de tiro. Entre 1915 a 1918 foi diretor de tiro no “Tiro Brasileiro de Porto Alegre – nº 4 da Confederação”.
Era um perito em armas e exímio atirador, tendo atuado como instrutor de tiro em algumas guarnições do Exército no sul e sudeste do país, além de ter sido assíduo competidor nos principais campeonatos de tiro do Brasil, entre as décadas de 1910 e 1920, destacado entre os melhores colocados.
Em 1914 serviu no 10º Regimento de Infantaria. Em 23 de dezembro daquele ano foi promovido a 2º tenente, por antiguidade.
Em 1915 serviu no 11º Regimento de Infantaria e no 33º Batalhão até a extinção deste.
Em 21 de junho de 1919 foi promovido a 1º tenente, por antiguidade.
Em 4 de maio de 1922 foi classificado no 12º Regimento de Infantaria de Belo Horizonte.
Em 1922 realizou curso especial na Escola de Aperfeiçoamento de Oficiais do Exército.
Integrado no 12º Regimento de Infantaria, o então 1º tenente do Exército teve atuação destacada na Revolução de 1924 ao lado das forças legalistas, tendo comandado uma companhia de Infantaria que atuou por vários meses no encalço dos rebeldes, integrado a Coluna do comandante Mallan, participando de vários combates, como o de Porto Independência, no Mato Grosso do Sul (então Estado do Mato Grosso). Teve sua atuação naquele elogiada pelos comandos do Exército. Logo após o desfecho do conflito em São Paulo, foi promovido a capitão, por merecimento.
Entre 1924 e 1925 serviu como ajudante no 1º batalhão do 1º Regimento de Infantaria.
No início de 1925 serviu no 2º Regimento de Infantaria, no comando da 5ª Cia e mais tarde como ajudante no Estado-Maior do Regimento.
Em 20 de julho de 1925 foi transferido para o comando a 1ª Cia do 12º Regimento de Infantaria de Belo Horizonte.
Entre 1928 e 1929 serviu no 5º Regimento de Infantaria de Lorena. Em janeiro de 1929 matriculou-se na Escola do Estado-Maior do Exército para realizar curso de Estado-Maior. Em março daquele ano foi classificado para a 6ª Cia de Metralhadoras mista 5º Batalhão de Caçadores então aquartelado em Rio Claro. Ainda naquele ano classificado no 2º Regimento de Infantaria.
Em 10 de dezembro de 1931 foi novamente classificado no 5º Regimento de Infantaria de Lorena.
Na véspera da Revolução Constitucionalista de 1932, o então capitão havia sido recém-nomeado a um posto no Estado-Maior da 2ª Região Militar e aderiu ao levante deflagrado em 9 de julho, seguindo o exemplo de seus colegas. Por conta disso, foi considerado desertor ainda naquele mês e em setembro daquele ano reformado administrativamente, posteriormente excluído dos quadros do Exercito. À princípio, foi integrado ao Destacamento do Major Agnelo Souza — que cobria o subsetor de Queluz, e que por sua vez era respectivo ao "Setor Norte” que contemplava toda a região do Vale do Paraíba, frente de combate comandada pelo coronel do Exército Euclides Figueiredo e um dos mentores militares da Revolução Constitucionalista. Após o retraimento das linhas de defesa para Vila Queimada (há 10km de Queluz) foi necessário criar um novo destacamento para cobrir a região de Pinheiros (atual distrito do município de Lavrinhas), cujo comando ficou a cargo do capitão Tito Coelho Lamego, que para tanto foi comissionado a tenente-coronel. O Destacamento do tenente-coronel Tito foi encarregado do flanco situado na margem norte do Rio Paraíba do Sul, cobrindo o município de Pinheiros e por isso também era chamado "Destacamento de Pinheiros". Este fazia ligação com o Destacamento de Vila Queimada (margem sul daquele Rio) que desde 3 de agosto era comandado pelo tenente-coronel da Força Pública José Teófilo Ramos, bem como ligação com o Destacamento do coronel Sampaio, respectivo a Cruzeiro. No início de setembro, o destacamento de Vila Queimada recuou para Lavrinhas, deixando grande pressão sobre as unidades posicionadas em Pinheiros. Além disso, passaram a sofrer grande escassez de munição, ficando dias sem receber novos cunhetes. Por esses e outras razões, o destacamento de Pinheiros na ocasião foi considerado pelo comando do setor norte o elo mais fraco de toda a linha de defesa do Vale do Paraíba. Ciente disso, o inimigo exerceu forte e continua pressão sobre ela, com sua infantaria e artilharia, além da aviação. Na manhã do dia 12 de setembro de 1932 as tropas governistas iniciaram forte ofensiva sobre o destacamento o tenente-coronel Tito Coelho Lamego, particularmente sobre o seu flanco esquerdo — próximo a então Fazenda Boa Vista, no sopé da Serra da Mantiqueira. Ainda de manhã foi pedido com urgência munição e reforços, porém, não chegaram a tempo e às 13 horas daquele dia, sem munição, as unidades de Pinheiros cederam o flanco esquerdo e, para evitar o corte da retaguarda, todo o destacamento começou a se retirar rumo a Cruzeiro, deixando completamente desguarnecido a importante posição. Diante desse quadro urgente, às 16 horas em Cruzeiro, foi dada a ordem de retirada geral pelo Comandante do Setor Norte, coronel Euclides Figueiredo, para evitar o envolvimento dos destacamentos do Túnel e de Lavrinhas. A retirada se completou ao longo da noite e da madrugada rumo a Engenheiro Neiva, em Guaratinguetá, em posições já previamente preparadas pelas unidades de engenharia. Segundo Paulo Duarte, então combatente e testemunha daqueles acontecimentos e um dos últimos a se retirar de Cruzeiro, favoreceu em grande parte a retirada a resistência de uma pequena Cia do 5º B.C.P. da Força Pública de São Paulo comandada pelo capitão Odilon Aquino de Oliveira e uma forte névoa que cobriu Cruzeiro e seus arredores naquele dia, deixando as tropas governistas totalmente alheias às movimentações das tropas paulistas. No clarear da manhã do dia 13 de setembro, chegou a ocorrer bombardeio da artilharia ditatorial nos arredores da Estação de Cruzeiro, porém, a nevoa e a cidade já evacuada tornou ineficaz o intento. Ainda naquele dia, as tropas governistas chegara à cidade, que estava praticamente sem moradores. Pouco dias antes dessa retirada, o tenente-coronel Tito substituiu o coronel José Joaquim de Andrade no comando do seu destacamento em Silveiras. Após problemas de saúde devido a uma grave crise de hipertensão arterial, o coronel José Joaquim de Andrade. Esse destacamento era composto pelo 6º Regimento de Infantaria de Caçapava, uma Cia do 12º Regimento de Infantaria de Belo Horizonte e uma Cia de Bombardas, que naquela ocasião já estavam se reposicionando em Engenheiro Neiva, no município de Guaratinguetá. O destacamento original do tenente-coronel Tito foi assumido pelo tenente-coronel Celso Veloso (seu Chefe de Estado-Maior), tendo sido este o comandante responsável pela retirada de Pinheiro e Cruzeiro entre os dias 12 e 13 de setembro. Em Engenheiro Neiva, o destacamento comandado pelo tenente-coronel Tito Coelho Lamego foi posicionado no flanco esquerdo, desde margem norte do Rio Paraíba do Sul até o sopé da Serra da Mantiqueira, e mais na retaguarda dos destacamentos do tenente-coronel Antônio Alexandrino Gaia e do tenente-coronel Telêmaco de Paula Rodrigues, perfazendo a defesa em profundidade planejada pelo comandante do setor norte. Ele permaneceu no comando dessa unidade até o fim do conflito. Após a Revolução, o capitão Tito permaneceu excluído dos quadros do Exército Brasileiro. Em maio de 1934 foi anistiado e em agosto daquele ano retornou ao serviço ativo, com todos os direitos e regalias retroativas.
Em 4 de setembro de 1934 foi promovido a major e classificado para estágio no Estado-Maior do Exército Brasileiro.
Em abril de 1936 foi transferido do quadro suplementar para o ordinário e classificado no 1º Batalhão de Caçadores de Petrópolis/RJ.
Em janeiro de 1937 foi nomeado subcomandante do Batalhão Escola da Vila Militar, na capital federal.
Em 2 de julho de 1937, o então major foi Chefe interino do Estado-Maior do comando da 6ª Região Militar, em Salvador, no Estado da Bahia. 
Em 11 de novembro de 1937 foi comissionado no posto de coronel e nomeado comandante geral da Força Pública do Estado da Bahia, cargo que ocupou até a 28 de março de 1938, quando foi substituído pelo tenente-coronel Philadelpho Neves.
Em 8 de setembro de 1938 foi promovido a tenente-coronel, por merecimento.
Em setembro de 1938 o então tenente-coronel foi classificado para o comando do 17º Batalhão de Caçadores de Corumbá, então cidade do Estado do Mato Grosso. Em maio de 1939 foi transferido para o comando do Batalhão Escola da Vila Militar, na capital federal.
Em 25 de dezembro de 1941 foi promovido a coronel, por merecimento.
Em 18 de janeiro de 1942 foi classificado para o comando do 7º Regimento de Infantaria, atual 7º Batalhão de Infantaria Blindado de Santa Cruz do Sul, no Estado do Rio Grande do Sul.
Em 3 de outubro de 1942 foi transferido para o comando do 11º Batalhão de Caçadores de Vitória, no Estado do Espírito Santo, por necessidade de serviço.
Em junho de 1943 foi nomeado para comandar o Batalhão Escola da Vila Militar, na então capital federal.
Em maio de 1944 passou para a reserva militar.
Recebeu diversas honrarias ao longo da carreira, entre as quais, a Medalha Militar, de ouro com passadeira de platina, em outubro de 1943.
Faleceu em 7 de junho de 1949, na cidade do Rio de Janeiro. Foi sepultado no dia seguinte, no Cemitério de Inhauma.
Era casado desde 1911 com Dulce Salgado da Cunha Lamego, com quem teve os filhos: Tito Lyvio, Marianinha, Culcito e Cecy.